# Sigmund Ruud
Sigmund Ruud, norveški smučarski skakalec in alpski smučar, * 30. december 1907, Kongsberg, Norveška, † 7. april 1994, Oslo, Norveška.
Ruud je nastopil na treh Zimskih olimpijskih igrah, v letih 1928 v St. Moritzu, kjer je osvojil naslov olimpijskega podprvaka na veliki skakalnici, 1932 v Lake Placid, kjer je osvojil sedmo mesto na veliki skakalnici, in 1936 v Garmisch-Partenkirchnu, kjer je odstopil v kombinaciji. Na Svetovnem prvenstvu 1929 v Zakopanah je osvojil naslov svetovnega prvaka, na Svetovnem prvenstvu 1930 v Oslu pa še bronasto medaljo. Trikrat je postavil nov svetovni rekord v smučarskih skokih, leta 1931 s 81,5 metra na skakalnici Odnesbakken ter leta 1933 s 84 in 86 metri na skakalnici Tremplin de Bretaye.
Tudi njegova brata Asbjørn in Birger sta bila smučarska skakalca.